# Žirafa síťovaná
Žirafa síťovaná (Giraffa reticulata) je druh žirafy žijící ve východní Africe.
Taxonomie Mezinárodního svazu ochrany přírody zatím ponechává klasifikaci z r. 2016 s širším vymezením druhu žirafa severní; žirafa síťovaná je podle této klasifikace pouze jeho poddruhem.

## Popis
Její název je odvozen od červenohnědých skvrn pokrývajících tělo i nohy a oddělených od sebe bílou sítí. Je vysoká 4,5–6 m, dlouhá 3–4 metry, váží 600–1200 kg. Ocas je dlouhý až 1 m. Má velmi dlouhý (45–50 cm) a silný jazyk zbarvený do fialova. Na hlavě má malé růžky měřící 15 cm.

## Výskyt
Žije v savanách a křovinatých buších v Africe v jižním Somálsku, v severní Keni a jižní Etiopii. 
Po světě je chována v řadě zoologických zahrad. V České republice je chovají pouze tyto zoo: 
- ZOO Brno
- ZOO Dvůr Králové

## Další údaje
Živí se listy akácií a mimóz, větvičkami, plody a trávou. Má dobrý čich. Běhá rychlostí až 50 km/h. V přírodě se dožívá 20–25 let, v zajetí až 33 let